# 比利亚努夫拉
比利亚努夫拉，是西班牙卡斯蒂利亚-莱昂巴利亚多利德省的一个市镇。总面积46平方公里，
2001年普查人口總數為1134人，人口密度為每平方公里25人。